# Land of the Midnight Sun
Land of the Midnight Sun – debiutancki album studyjny amerykańskiego gitarzysty jazzowego Ala Di Meoli, wydany w 1976 roku nakładem wytwórni płytowej Columbia Records.

## Lista utworów
Opracowano na podstawie materiału źródłowego.
LP:
Strona A
| 1. | "The Wizard" (James Mingo Lewis)                                  | 6:46  |
|    |                                                                   |       |
| 2. | "Land of the Midnight Sun" (Al Di Meola)                          | 9:10  |
|    |                                                                   |       |
| 3. | "Sarabande from Violin Sonata in B Minor" (Johann Sebastian Bach) | 1:20  |
|    |                                                                   |       |
| 4. | "Love theme from Pictures of the Sea" (Al Di Meola)               | 2:25  |
|    |                                                                   |       |
|    |                                                                   | 19:41 |
|    |                                                                   |       |
Strona B
| 5. | "Suite - Golden Dawn" (Al Di Meola)                                         | 9:49  |
|    | - a) Morning Fire - b) Calmer of the Tempests - c) From Ocean to the Clouds |       |
| 6. | "Short Tales of the Black Forest" (Chick Corea)                             | 5:41  |
|    |                                                                             |       |
|    |                                                                             | 15:30 |
|    |                                                                             |       |

## Twórcy
Opracowano na podstawie materiału źródłowego.
Muzycy:
- Al Di Meola – gitara, gitara elektryczna, gitara akustyczna, gitara dwunastostrunowa, syntezatory, gong, dzwonki, śpiew
- Patty Buyukas – śpiew (4)
- Stanley Clarke – gitara basowa, śpiew (4)
- Chick Corea – fortepian, marimba (6)
- Steve Gadd – perkusja (1)
- Anthony Jackson – gitara basowa (1, 2)
- James Mingo Lewis – instrumenty perkusyjne (1, 2, 4, 5), keyboardy (1)
- Barry Miles – klawisze, minimoog (2, 5)
- Alphonse Mouzon – perkusja (5)
- Jaco Pastorius – gitara basowa (5)
- Lenny White – perkusja (2)

Produkcja:
- Al Di Meola – produkcja muzyczna, aranżacja
- Bob Ludwig – mastering
- Dave Palmer - inżynieria dźwięku
- Frank D’Augusta – inżynieria dźwięku
- Dane Butcher - inżynieria dźwięku (4)
- Paula Scher – oprawa graficzna
- Jerry Abramowitz – fotografia (przód)
- Darryll Pitt – fotografia (tył)